# Municipio de York (Arkansas)
El municipio de York (en inglés: York Township) es un municipio ubicado en el condado de Lonoke en el estado estadounidense de Arkansas. En el año 2010 tenía una población de 22085 habitantes y una densidad poblacional de 322,26 personas por km².

## Geografía
El municipio de York se encuentra ubicado en las coordenadas 34°57′48″N 92°2′17″O / 34.96333, -92.03806. Según la Oficina del Censo de los Estados Unidos, el municipio tiene una superficie total de 68.53 km², de la cual 68.45 km² corresponden a tierra firme y (0.12%) 0.08 km² es agua.

## Demografía
Según el censo de 2010, había 22085 personas residiendo en el municipio de York. La densidad de población era de 322,26 hab./km². De los 22085 habitantes, el municipio de York estaba compuesto por el 93.13% blancos, el 1.53% eran afroamericanos, el 0.58% eran amerindios, el 1.37% eran asiáticos, el 0.05% eran isleños del Pacífico, el 1.19% eran de otras razas y el 2.16% pertenecían a dos o más razas. Del total de la población el 4.26% eran hispanos o latinos de cualquier raza.